# Houston Astros
Houston Astros – drużyna baseballowa grająca w zachodniej dywizji American League, ma siedzibę w Houston w Teksasie.

## Historia
Klub powstał w 1962 roku jako Houston Colt.45s i wraz z New York Mets dołączył do National League. 10 kwietnia 1962 zespół rozegrał pierwszy mecz w Major League Baseball na stadionie Colt Stadium, z którego Colt.45s korzystali do końca sezonu 1964. W 1965 klub zmienił nazwę na Astros i przeniósł się na nowo wybudowany obiekt Astrodome.
W 1969 po dołączeniu do Major League czterech nowych zespołów, obie ligi podzielono na dwie dywizje (East Division i West Division); Astros przystąpili do rozgrywek o mistrzostwo dywizji zachodniej. W sezonie 1980 Astros zakończyli sezon zasadniczy z takim samym bilansem jak Los Angeles Dodgers (92–70) i rozegrano dodatkowy mecz na Dodger Stadium o mistrzostwo dywizji pomiędzy tymi drużynami, który zespół z Houston wygrał 7–1. W National League Championship Series Astros ulegli jednak Philadelphia Phillies w pięciu meczach (grano wówczas do trzech wygranych meczów).

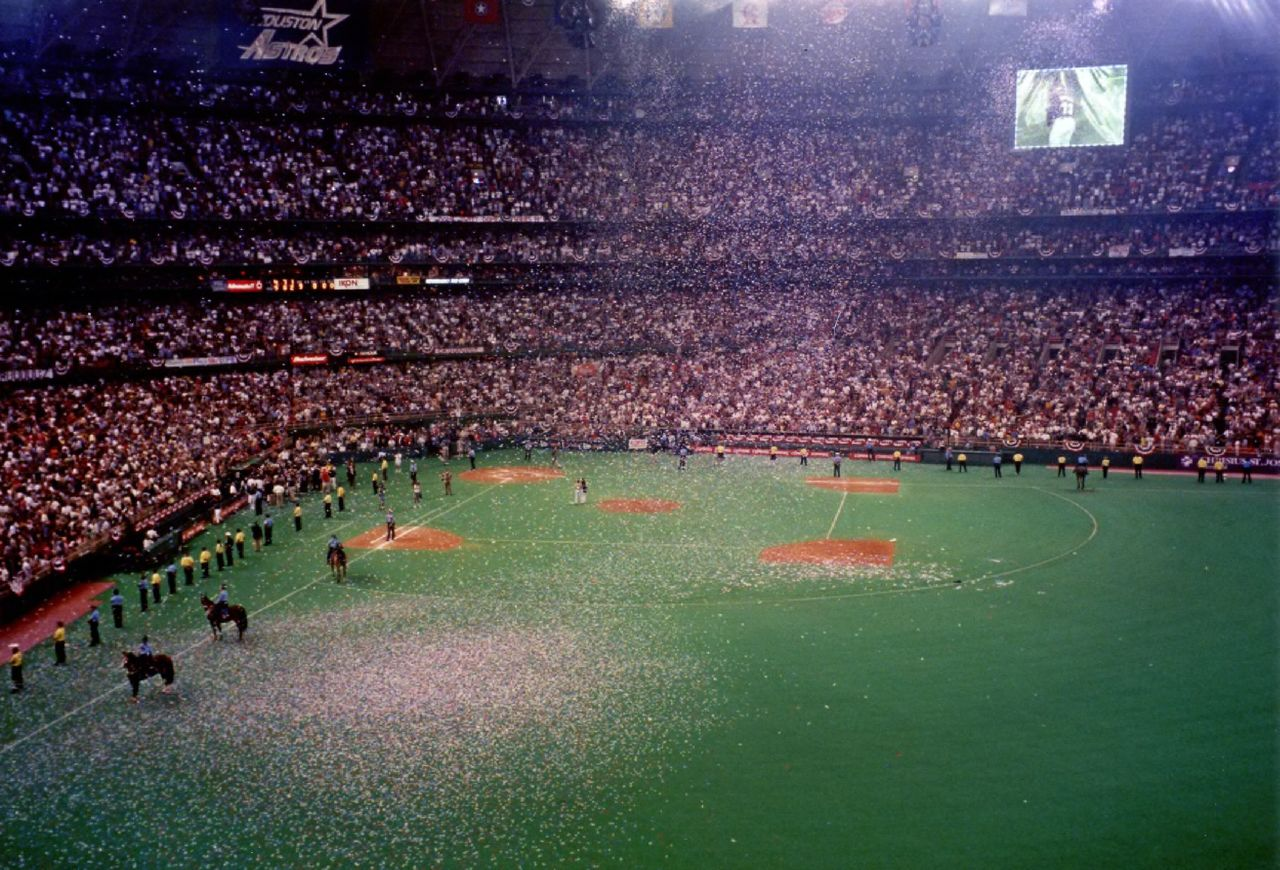
Astrodome.

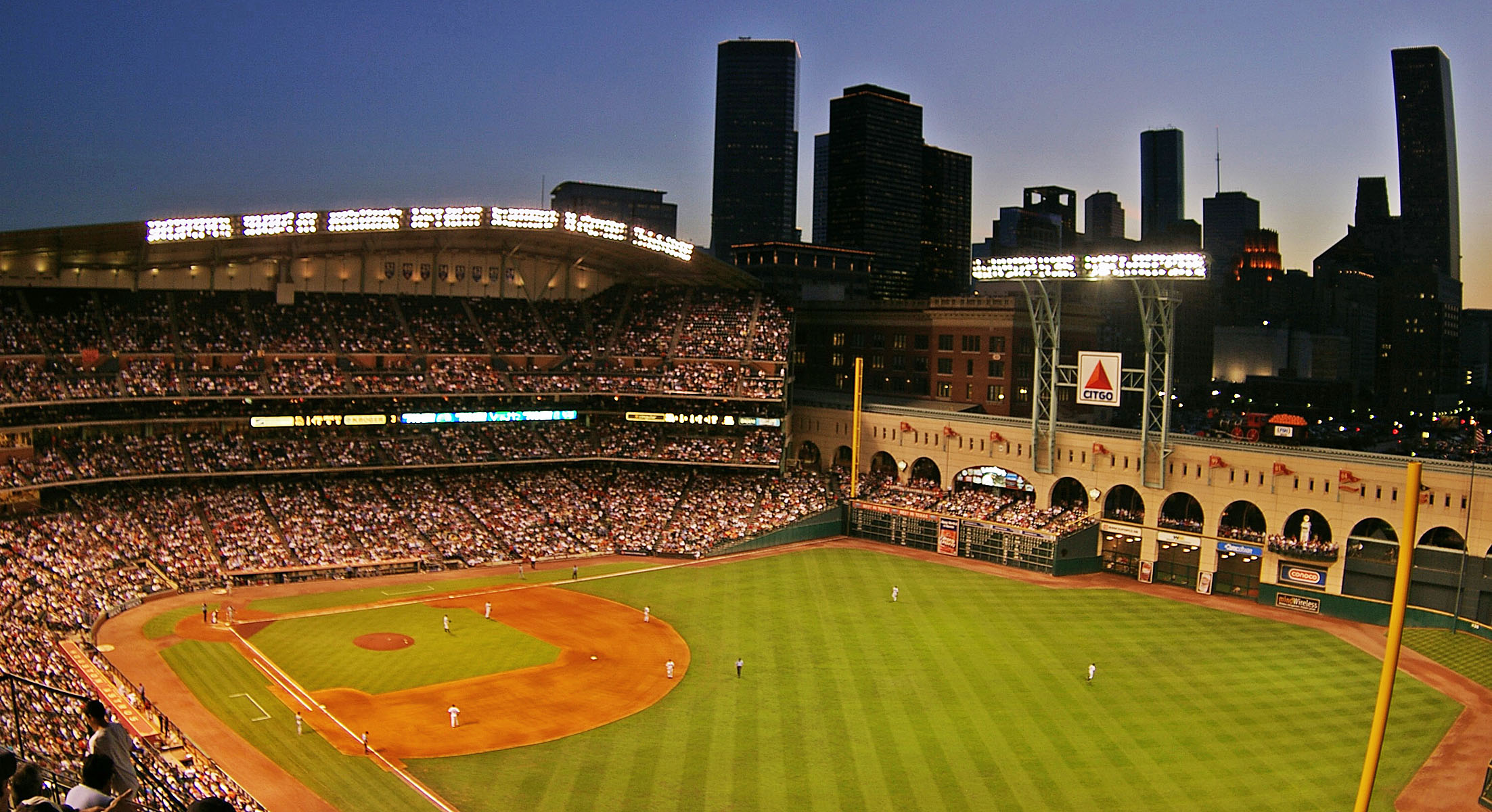
Minute Maid Park.

W 1986 w Championship Series Astros przegrali z New York Mets 2–4. W 1994 w związku z dołączeniem do MLB dwóch nowych zespołów, utworzono w każdej z lig trzecią dywizję, centralną, do której dokooptowano między innymi Houston Astros. W sezonie 1998 zespół osiągnął najlepszy bilans zwycięstw i porażek w historii klubu (102–60), jednak przegrał w Division Series z San Diego Padres 1–3.
W 2004 Astros po raz trzeci wystąpili w Championship Series i po raz trzeci odpadli z rywalizacji (3–4 z St. Louis Cardinals). Rok później po wyeliminowaniu Atlanta Braves w Division Series, a następnie St. Louis Cardinals w Championship Series, Astros po raz pierwszy uzyskali awans do World Series, w których przegrali z Chicago White Sox 0–4. Od 2006 zespół ani razu nie awansował do postseason, a w sezonie 2012 zanotował najgorszy bilans w historii klubu 55–107.
W 2013 w celu wyrównania liczby drużyn w każdej z dywizji, Astros dołączyli do American League. W debiucie w American League Astros pokonali Texas Rangers 8–2, wygrywając mecz otwarcia po raz pierwszy od 2006 roku i zaliczając 4000. zwycięstwo w historii klubu.
W sezonie 2017 Astros uzyskali drugi, najlepszy bilans w historii klubu, wygrywając 101 meczów. Jako mistrz dywizji AL West pokonali w ALDS Boston Red Sox 3–1, zaś w ALCS mistrzostwo American League zapewnili sobie w decydującym meczu numer 7, wygrywając z New York Yankees na Minute Maid Park 4–0. 1 listopada Astros, po zwycięstwie 5–1 w meczu numer 7 z Los Angeles Dodgers na Dodger Stadium, po raz pierwszy w historii klubu wygrali World Series.

## Sukcesy
| Tytuł                               | Liczba | Rok                    |
| ----------------------------------- | ------ | ---------------------- |
| World Series                        | 2      | 2017, 2022             |
| National League Championship Series | 1      | 2005                   |
| National League Central Division    | 4      | 1997, 1998, 1999, 2001 |
| National League West Division       | 2      | 1980, 1986             |
| American League Championship Series | 2      | 2017, 2019             |
| American League West Division       | 3      | 2017, 2018, 2019       |

## Zastrzeżone numery
Od 1997 numer 42 zastrzeżony jest przez całą ligę ku pamięci Jackie Robinsona, który jako pierwszy Afroamerykanin przełamał bariery rasowe w Major League Baseball.
- 5 Jeff Bagwell
- 7 Craig Biggio
- 24 Jimmy Wynn
- 25 Jose Cruz
- 32 Jim Umbricht
- 33 Mike Scott
- 34 Nolan Ryan
- 40 Don Wilson
- 42 Jackie Robinson
- 49 Larry Dierker